# Grandes canciones
Grandes canciones es un álbum recopilatorio del grupo musical de Argentina Rata Blanca, editado en el año 2000 por el sello discográfico Tocka Discos.
El álbum recopilatorio consta de 11 canciones, más una versión acústica de la balada «Mujer amante» como bonus track, una de las canciones más populares del grupo musical.
La versión acústica de «Mujer amante» aparece en todas las radios de Argentina, marcando un perfecto regreso de Rata Blanca luego de tres años de separación, la cual iniciaría una larga gira musical por América Latina y España.
El álbum costa de 2 ediciones, una es la edición simple con los 11 canciones más el bonus track, la otra edición trae aparte de las 12 canciones otro CD con 7 canciones en vivo y 4 videos musicales.

## Lista de canciones
| N.º | Título                          | Escritor(es)                     | Álbum (Dato)           | Duración |  |
| 1.  | «El sueño de la gitana»         | Walter Giardino                  | Rata Blanca            | 7:13     |  |
| 2.  | «Sólo para amarte»              | Saúl Blanch, Walter Giardino     | Rata Blanca            | 5:43     |  |
| 3.  | «Días duros»                    | Carlos Perigo, Walter Giardino   | Magos, espadas y rosas | 7:22     |  |
| 4.  | «Porque es tan difícil amar»    | Roxana Giardino, Walter Giardino | Magos, espadas y rosas | 5:31     |  |
| 5.  | «Chico callejero»               | Walter Giardino                  | Rata Blanca            | 5:07     |  |
| 6.  | «Preludio obsesivo»             | Roberto Conso                    | Rata Blanca            | 3:38     |  |
| 7.  | «Mujer amante»                  | Adrián Barilari, Walter Giardino | Magos, espadas y rosas | 6:03     |  |
| 8.  | «Guerrero del arcoíris»         | Walter Giardino                  | Guerrero del arcoíris  | 5:03     |  |
| 9.  | «Noche sin sueños»              | Adrián Barilari, Walter Giardino | Guerrero del arcoíris  | 6:08     |  |
| 10. | «Abrazando al rock and roll»    | Walter Giardino                  | Guerrero del arcoíris  | 6:15     |  |
| 11. | «La leyenda del hada y el mago» | Roxana Giardino, Walter Giardino | Magos, espadas y rosas | 5:24     |  |

### Pistas adicionales
| Bonus Track |                                   |                                  |                   |          |  |
| N.º         | Título                            | Escritor(es)                     | Álbum (Dato)      | Duración |  |
| 12.         | «Mujer amante» (Versión acústica) | Adrián Barilari, Walter Giardino | Grandes canciones | 6:50     |  |

### Disco 2
| N.º | Título                                                                          | Escritor(es)                     | Álbum (Dato)            | Duración |  |
| 1.  | «Quizás empieces otra vez»                                                      | Walter Giardino                  | En vivo en Buenos Aires | 6:50     |  |
| 2.  | «Hombre de hielo»                                                               | Walter Giardino                  | En vivo en Buenos Aires | 5:07     |  |
| 3.  | «Ángeles de acero»                                                              | Walter Giardino                  | En vivo en Buenos Aires | 4:04     |  |
| 4.  | «Aria en sol, de la suite #3»                                                   | Johann Sebastian Bach            | En vivo en Buenos Aires | 2:50     |  |
| 5.  | «3° Movimiento de la primavera (de "Las cuatro estaciones" de Antonio Vivaldi)» | Walter Giardino                  | En vivo en Buenos Aires | 1:38     |  |
| 6.  | «Capricho árabe - Preludio obsesivo»                                            | Roberto Conso                    | En vivo en Buenos Aires | 4:00     |  |
| 7.  | «Nada es fácil sin tu amor»                                                     | Adrián Barilari, Walter Giardino | En vivo en Buenos Aires | 8:58     |  |
| 8.  | «La leyenda del hada y el mago» (Video musical)                                 | Roxana Giardino, Walter Giardino | Magos, espadas y rosas  | 5:25     |  |
| 9.  | «Mujer amante» (Video musical)                                                  | Adrián Barilari, Walter Giardino | Magos, espadas y rosas  | 6:05     |  |
| 10. | «Guerrero del arcoíris» (Video musical)                                         | Walter Giardino                  | Guerrero del arcoíris   | 5:00     |  |
| 11. | «Días duros» (Video musical)                                                    | Carlos Perigo, Walter Giardino   | Magos, espadas y rosas  | 7:20     |  |

## Gira musical
La gira de presentación de este álbum comenzó el 19 de diciembre de 2000 y terminó el 16 de junio de 2002, y los llevó por Sudamérica, España, Centroamérica y Norteamérica. En esta gira musical, ocurrió el regreso de Adrián Barilari a Rata Blanca después de muchísimos años sin estar en el grupo como cantante. A partir de esto, se incorpora Fernando Scarcella a la batería luego de la partida de Gustavo Rowek. En total fueron 62 conciertos en 11 etapas.  
Participaron Giardino, Barilari, Sánchez, Bistolfi y Scarcella.